# Pfarrkirche Hatzendorf

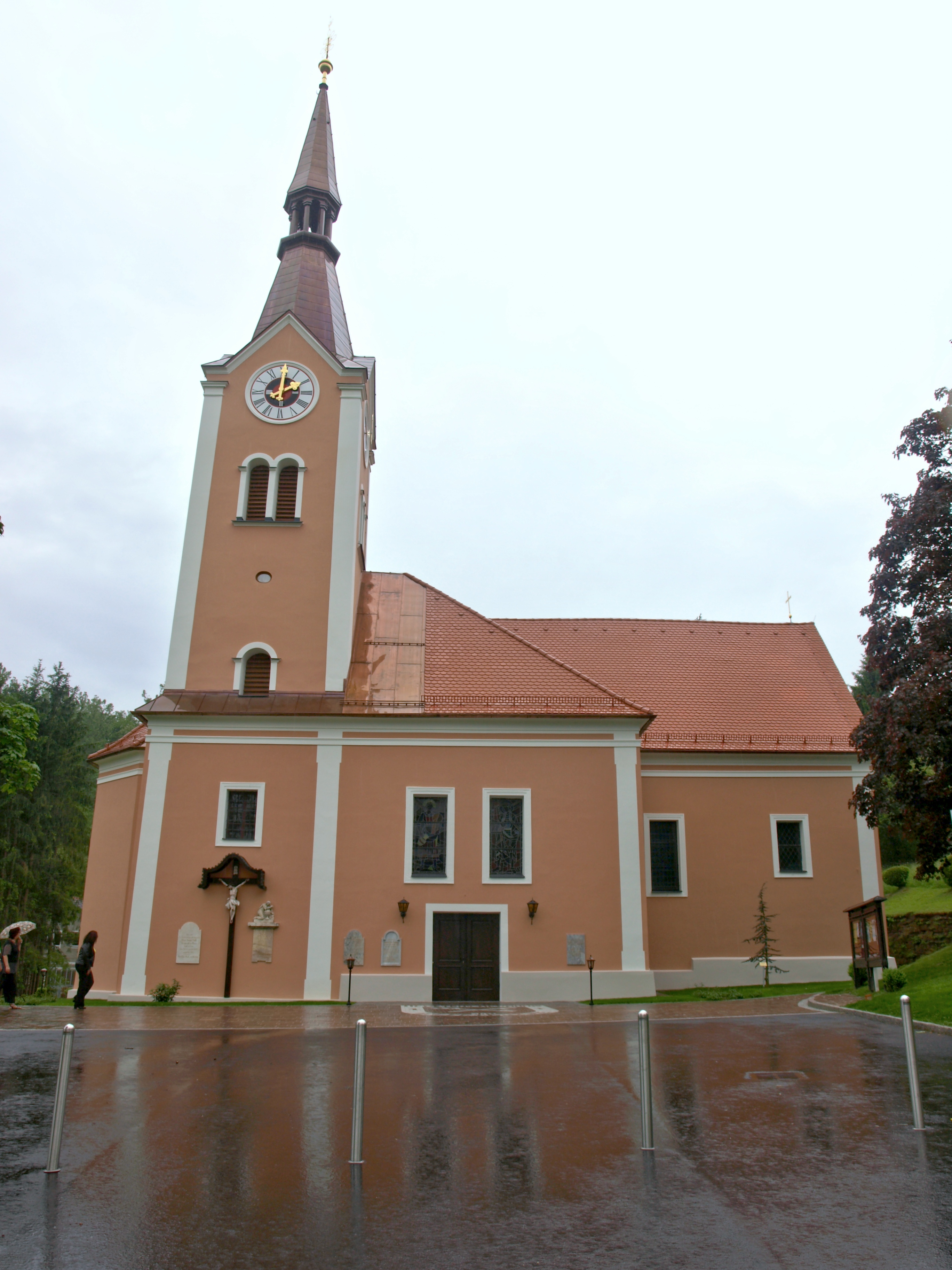
Pfarrkirche Hll. Peter und Paul

Die römisch-katholische Pfarrkirche Hatzendorf steht im Ort Hatzendorf in der Stadt Fehring in der Steiermark. Die Pfarrkirche Peter und Paul gehört zum Dekanat Feldbach in der Diözese Graz-Seckau. Das Kirchengebäude steht unter Denkmalschutz (Listeneintrag).

## Geschichte
Die Gründung von Hatzendorf wird für die 2. Hälfte des 12. Jahrhunderts angenommen. Die Kirche wurde 1422 urkundlich genannt. 1545 erfolgte ein Neubau in der Nord-Süd-Richtung. 1620 wurde die Kirche zur Pfarrkirche erhoben. In den Jahren 1679 und 1755 erfolgte die Vergrößerung des Sakralbaus. 1904 wurde eine Flachdecke eingezogen und der Turm erneuert. 1937 und 1979 fanden Restaurierungen statt.

## Architektur
Das Kirchenäußere ist mit Putzpilaster und einem umlaufenden Gesims gegliedert. Das Kircheninnere mit einem Saalraum unter einer Flachdecke auf einem umlaufenden Gesims wurde später kreuzförmig durch Seitenräume erweitert. Der südliche Chor mit einem 3/8-Schluss hat seitlich angebaute Sakristeien mit Oratorien. Ostseitig ist ein Turm mit einem Spitzhelm angebaut. Das ehemalige nordseitige Hauptportal wurde 1979 geschlossen. Die figuralen Glasfenster entwarf Franz Weiss, sie wurden 1978 im Stift Schlierbach hergestellt. Außen befinden sich ein kleines Kruzifix aus der Zeit um 1750 und ein klassizistischer Grabstein aus dem Jahr 1802.

## Ausstattung

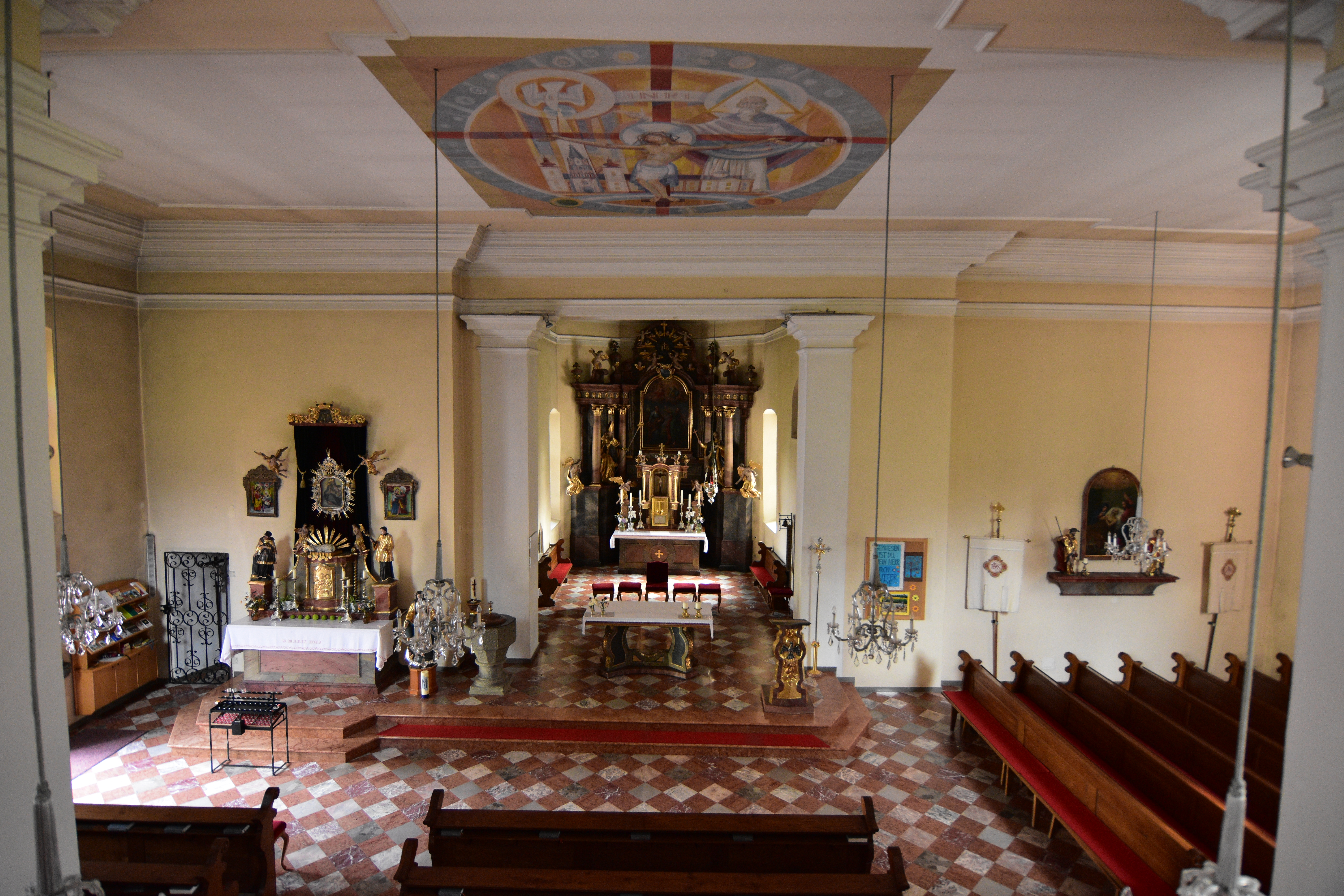
Blick von der Empore

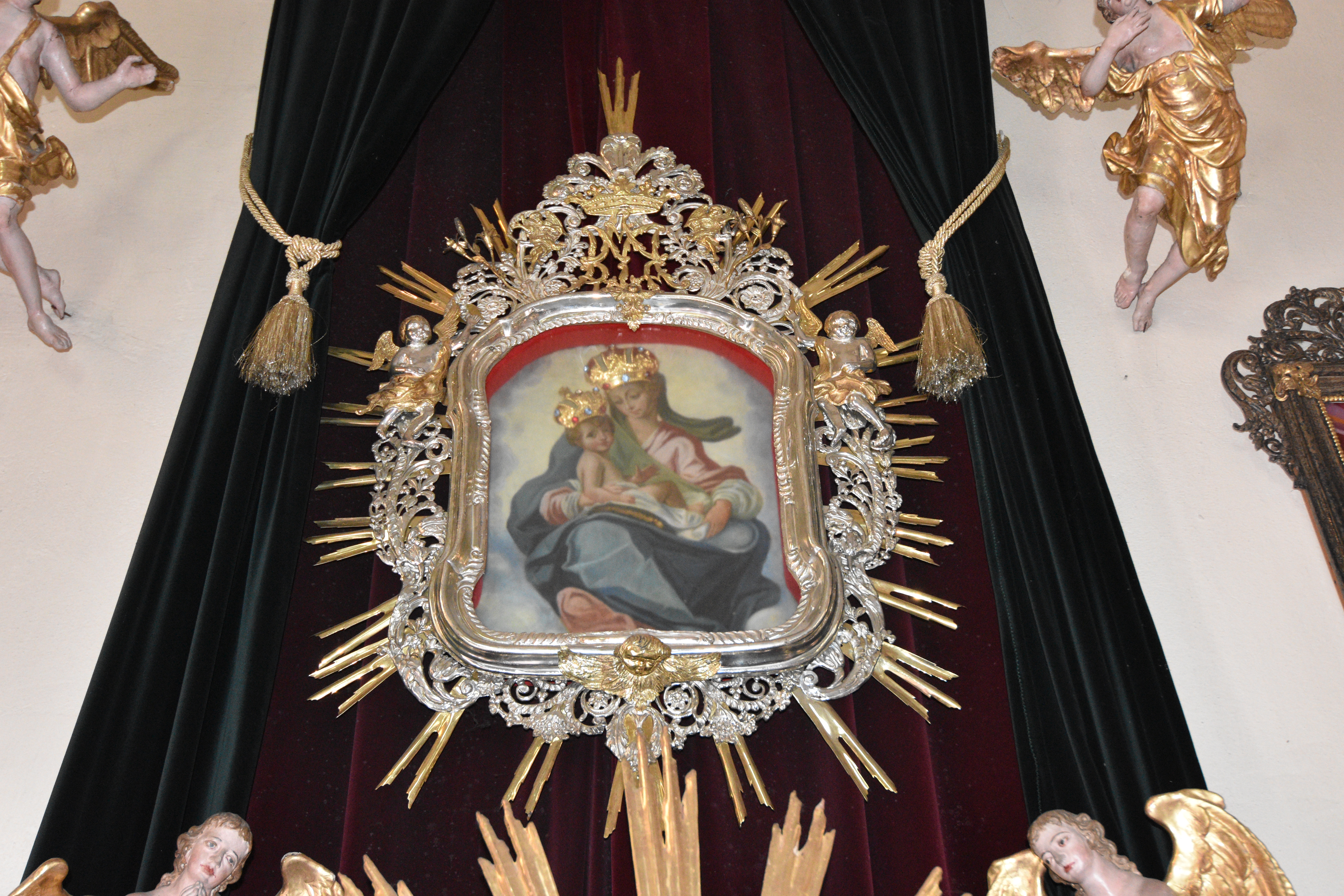
Mariahilfer Maria

Den Hochaltar mit einem vorspringenden Säulenaufbau und Figurenschmuck baute 1753 Franz Domiscus. Der Seitenaltar zeigt das Bild der Mariahilfer Maria nach Giovanni Pietro de Pomis in einem bemerkenswerten Metallrahmen aus der Mitte des 18. Jahrhunderts. Im linken Seitenarm wurde ein abgenommenes Fresko mit einer Kreuzigung aus dem 17. Jahrhundert neu situiert. Im rechten Seitenarm sind mehrere Konsolfiguren zu finden. Der Kreuzweg ist im Stil der Nazarener gemalt.
Die Orgel wurde am Ende des 19. Jahrhunderts gebaut.